# 中野祐介 (政治家)
中野 祐介（なかの ゆうすけ、1970年〈昭和45年〉4月2日 - ）は、日本の政治家、総務官僚。静岡県浜松市長（1期）。

## 来歴

### 生い立ち
静岡県浜松市生まれ。浜松市立有玉小学校、静岡大学教育学部附属浜松中学校、静岡県立浜松北高等学校、東京大学経済学部卒業。自治省（現総務省）に入省し、京都府総務部長、石破茂地方創生担当大臣秘書官、北海道副知事などを歴任。

### 浜松市長へ
2022年11月14日、翌年4月の地元の浜松市長選挙に出馬する意向を表明した。2023年4月9日の投開票の結果、自由民主党と公明党、連合静岡から推薦を受け、現職の鈴木康友市長からも後継指名を受けた中野が、共産党推薦の対立候補を破り初当選を果たした。
選挙結果
2023年4月
※当日有権者数：641,846人 最終投票率：49.44%（前回比：−6.31pts）
| 候補者名 | 年齢 | 所属党派 | 新旧別 | 得票数    | 得票率 | 推薦・支持             |
| -------- | ---- | -------- | ------ | --------- | ------ | ---------------------- |
| 中野祐介 | 53   | 無所属   | 新     | 246,745票 | 80.3%  | 自由民主党・公明党推薦 |
| 嶋田博   | 74   | 無所属   | 新     | 60,530票  | 19.7%  | 日本共産党推薦         |